# Sebevyjádření
Sebevyjádření je proces, jehož cílem je vyjádření vlastní osobnosti, citů, názorů, hodnot. Je důležitým předpokladem seberealizace. Existuje mnoho různých způsobů, kterými je možné se sebevyjádřit, např. hudbou, uměním, oblečením, ale třeba i mimikou, gestikulací, způsobem vyjadřování, nebo prostým sdělením. 

## Sebevyjádření v umění
Sebevyjádření bývá často i podstatnou částí umění, jakéhokoliv typu. Umělci mají mnoho možností, kterými vyjádřit svoje emoce, postoje, nebo životní situace, ať už se jedná o způsob malby, vybrané barvy, tónina skladby, námět apod. Pro spoustu lidí napříč historickými periodami bylo umění jediným způsobem, kterým se vyjádřit, protože spousty témat byli v různých historických obdobích brány jako tabu (např. deprese) a byly by jinak cenzurovány.

## Sebevyjádření v psychologii
Na sebevyjádření bývá kladen důraz i v psychologii, je vnímáno jako zdravý projev osobnosti člověka a jeho absence může být bráno negativně. S touto myšlenkou například pracuje psychologický termín "Smrt ega", který popisuje většinovou ztrátu "sebe sama", neschopnost projevovat a formovat vlastní názory, myšlenky, pocity apod., tento zážitek je často spojovaný s využíváním LSD.

## Sebevyjádření v LGBTQ+
Sebevyjádření je také velkou součástí života LGBTQ+ osob, ať už se jedná o reprezentaci sexuality, pohlaví, nebo genderu. Většinou jde o reprezentaci skrze vzhled, např. styl oblékání, účesy, vlajky, tělesné rysy atd., nebo způsob vystupování jako např. způsob mluvy, nebo styl chování. Kromě osobní potřeby se sebevyjádřit je také pro mnoho LGBTQ+ osob důležité sdělit svůj postoj, kvůli vytvoření více přijímajícího prostředí pro další LGBTQ+ lidí. 